# Australische marmerkathaai
De australische marmerkathaai (Atelomycterus macleayi) is een vissensoort uit de familie van de Atelomycteridae. De wetenschappelijke naam van de soort is voor het eerst geldig gepubliceerd in 1939 door Whitley.